# Hitzone 18
TMF Hitzone 18 is een verzamelalbum. Het album, onderdeel van de serie Hitzone, werd op 18 februari 2002 uitgegeven door de Nederlandse muziekzender TMF. TMF Hitzone 18 piekte op de eerste plaats van de Verzamelalbum Top 30 en stond zes weken lang op deze plek. In totaal stond het twaalf weken in deze hitlijst. Als Nederlandstalige bonustracks waren Tele-Romeo van K3 en Houdoe van De Vliegende Panters toegevoegd. Het album heeft in Nederland de platina status.

## Nummers
| Nr. | Titel                   | Uitvoerend artiest              | Duur |
| --- | ----------------------- | ------------------------------- | ---- |
| 1.  | Happy                   | Sita                            | 4:06 |
| 2.  | A Woman's Worth         | Alicia Keys                     | 4:19 |
| 3.  | Let It Be               | Kane                            | 5:25 |
| 4.  | Ice Queen               | Within Temptation               | 3:48 |
| 5.  | Party Affiar            | DJ Boozywoozy                   | 3:19 |
| 6.  | AM to PM                | Christina Milian                | 3:50 |
| 7.  | What If                 | Kate Winslet                    | 4:02 |
| 8.  | Somethin' Stupid        | Robbie Williams & Nicole Kidman | 2:48 |
| 9.  | L'amour toujours        | Gigi D'Agostino                 | 3:58 |
| 10. | Overprotected           | Britney Spears                  | 3:18 |
| 11. | Overcome                | Live                            | 4:13 |
| 12. | Sexual Guarantee        | Alcazar                         | 3:33 |
| 13. | Elke stap               | Lloyd                           | 3:58 |
| 14. | L.O.I.S.                | DJ Melvin                       | 3:26 |
| 15. | Walk On                 | U2                              | 4:24 |
| 16. | Zij maakt het verschil  | De Poema's                      | 4:39 |
| 17. | Queen of My Heart       | Westlife                        | 4:17 |
| 18. | Smooth Criminal         | Alien Ant Farm                  | 3:25 |
| 19. | Tele-Romeo (bonustrack) | K3                              | 3:16 |
| 20. | Houdoe (bonustrack)     | De Vliegende Panters            | 2:57 |

- MusicBrainz release group: 8e39843c-f2f8-3ae7-b0be-549f3c950dc0